# Pâtes Grand'Mère
Pâtes Grand'Mère est le nom sous lequel est plus connue la société Heimburger, située à Marlenheim en Alsace, qui fabrique des pâtes d'Alsace depuis 1933.

## Historique
En 1933, Robert Heimburger, né en 1910 à Marlenheim, lance à Sarreguemines une petite entreprise de boulangerie qui vend également des pâtes aux œufs. L'annexion de la Moselle le chasse vers sa ville natale, où il relance son activité. Les restrictions alimentaires dues à la guerre l'obligent à étendre son champ de livraison jusqu'à Saverne et à Strasbourg. En 1946, la guerre terminée, il construit une usine de pâtes alimentaires et vend celles-ci sous la marque « la Colombe » afin de symboliser le retour à la paix. En 1970, la marque « Pâtes Grand'Mère » est lancée. Le fils du fondateur, également prénommé Robert, lui succède en 1979. En 1998, c'est sa femme Hélène qui prend les rênes de l'entreprise ; en 2014, c'est leur fils Philippe qui dirige la fabrique.
En 1990, la guerre du Golfe et la crainte qu'un missile soit envoyé sur le sud de la France fait doubler la demande de pâtes durant trois mois, et oblige le fabricant à adapter sa production.

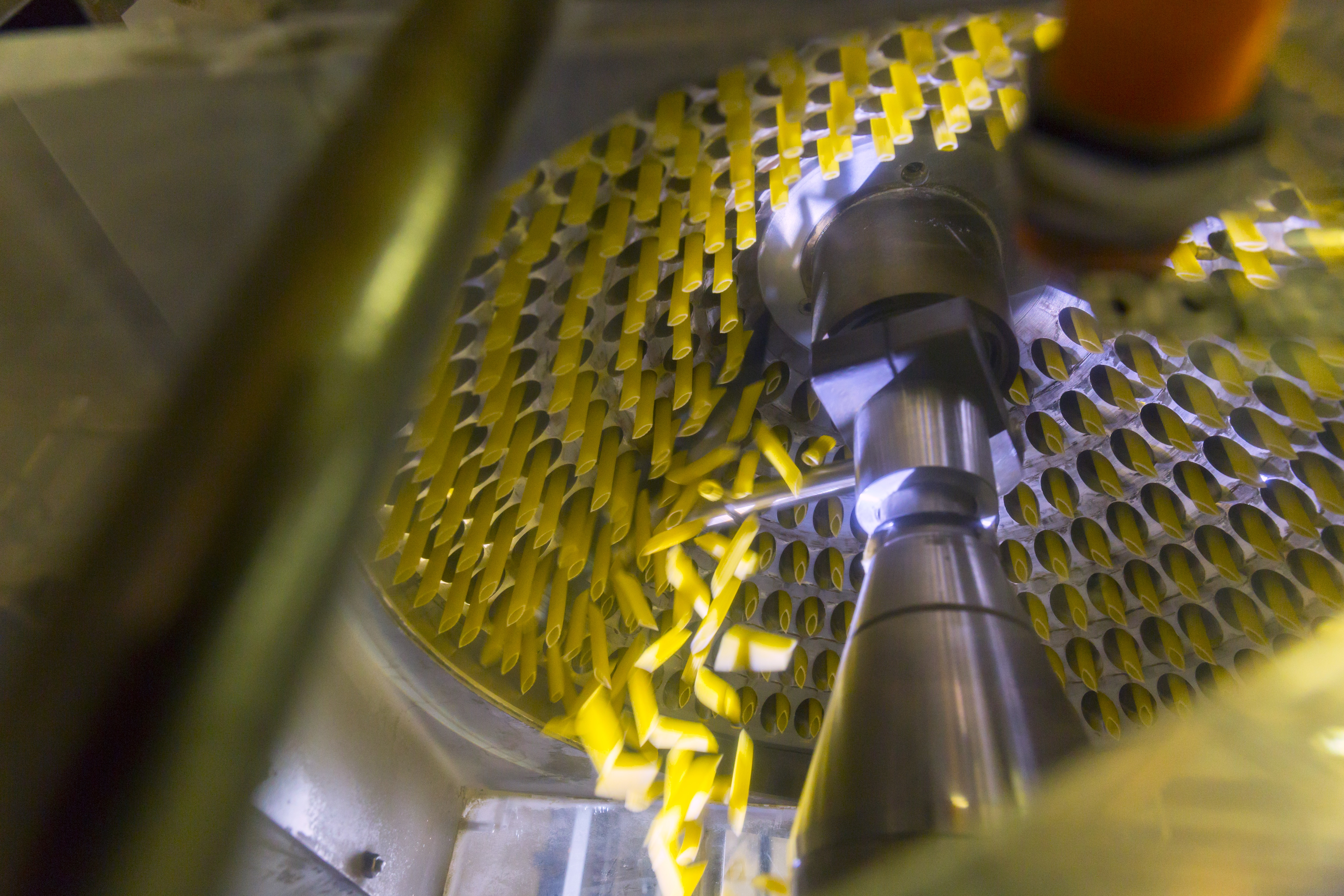
Fabrication de penne dans l'usine de Marlenheim.

Au début du XXIe siècle, Heimburger est une des six entreprises familiales indépendantes françaises à produire des pâtes, sur 326 existant au sortir de la seconde guerre mondiale,, et la plus importante de ces dernières avec une production annuelle de 13 000 tonnes,, ce qui représente environ 3 % de la production française de pâtes. Elle exporte en outre ses produits dans une vingtaine de pays.
Au Salon de l'agriculture de 2015, la société fait appel à Frédéric Scheurer, demi-finaliste de MasterChef en 2013. Toujours en 2015, les Pâtes Grand'Mère sont le millième acquéreur du nom de domaine .alsace. La même année encore, affaiblie par la concurrence à bas prix, l'entreprise lance une montée en gamme avec des pâtes à l'ancienne, en particulier avec seize fermes des poulets de Loué, et du blé dur alsacien ; la relance de cette dernière culture est due au partenariat entre l'entreprise, la chambre d'agriculture et des céréaliers volontaires des environs, avec une recherche de logique de circuits courts.
Le confinement de mars 2020 provoque un afflux de la demande en pâtes qui double le carnet de commandes de l'entreprise, alors même que près d'un tiers des salariés sont absents. Autant les masques et le gel hydro-alcoolique étaient déjà en vigueur depuis vingt-cinq ans dans l'entreprise, autant le manque de personnel a mis la production en péril.
Le 20 avril 2022, les pâtes Grand'Mère sont rachetées par Alpina Savoie, fabricant de crozets, mais également de couscous et de polenta. Cette concentration est souhaitée par Philippe Heimburger, dans un contexte de crise affectant le prix des œufs, de la farine, mais aussi un approvisionnement de plus en plus complexe et une concurrence accrue des grandes enseignes ; il estime que son repreneur n'est pas un concurrent, les produits et les zones d'implantation étant assez différents.

## Produits
Pour prétendre au label « pâtes alsaciennes », toutes les pâtes Grand'Mère doivent être cuisinées en incorporant sept œufs par kilogramme de semoule de blé dur.

Pâtes produites à l'usine Grand'Mère de Marlenheim
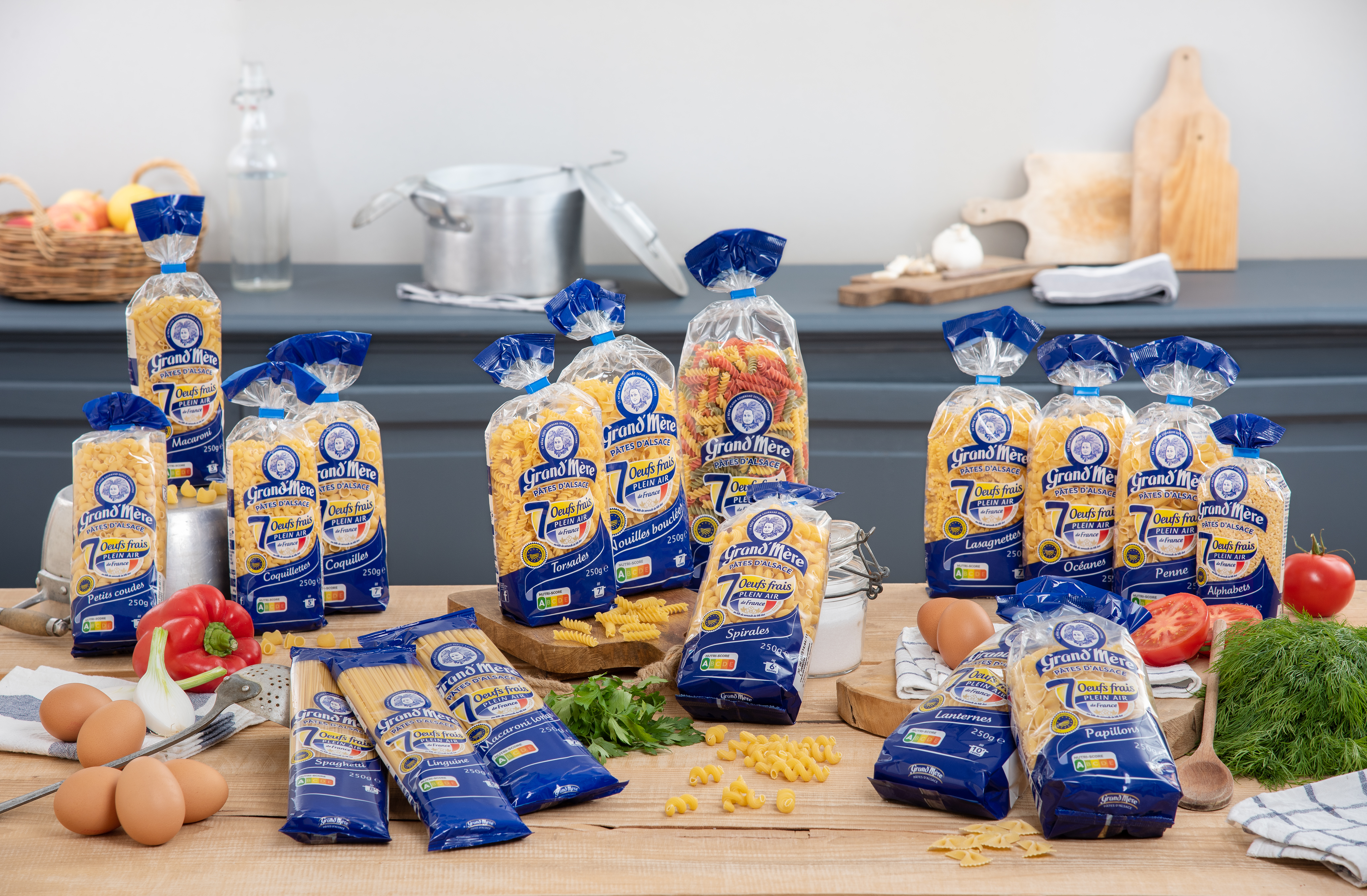
Gamme « classique » de pâtes Grand'Mère.
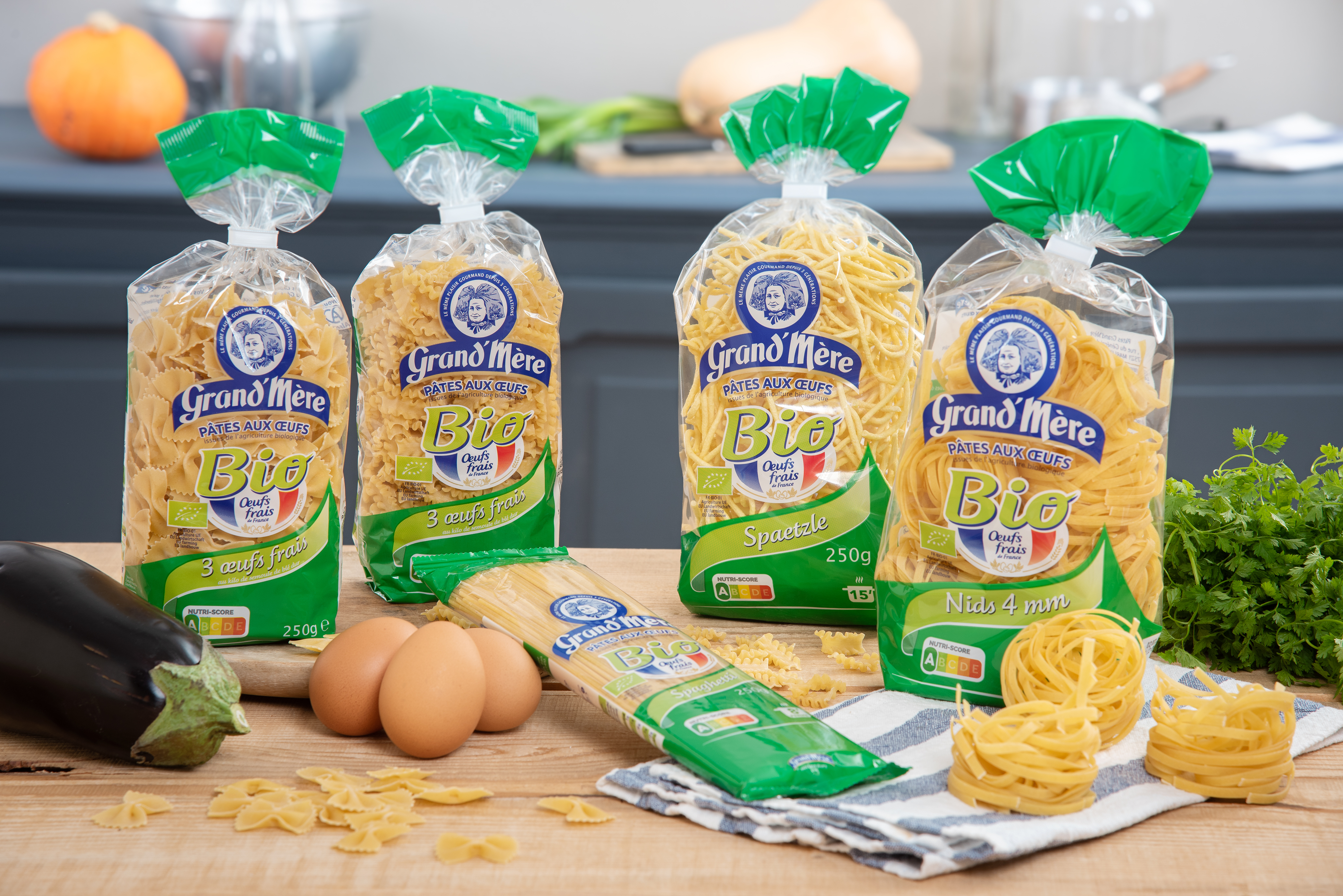
Gamme « biologique » de pâtes Grand'Mère.
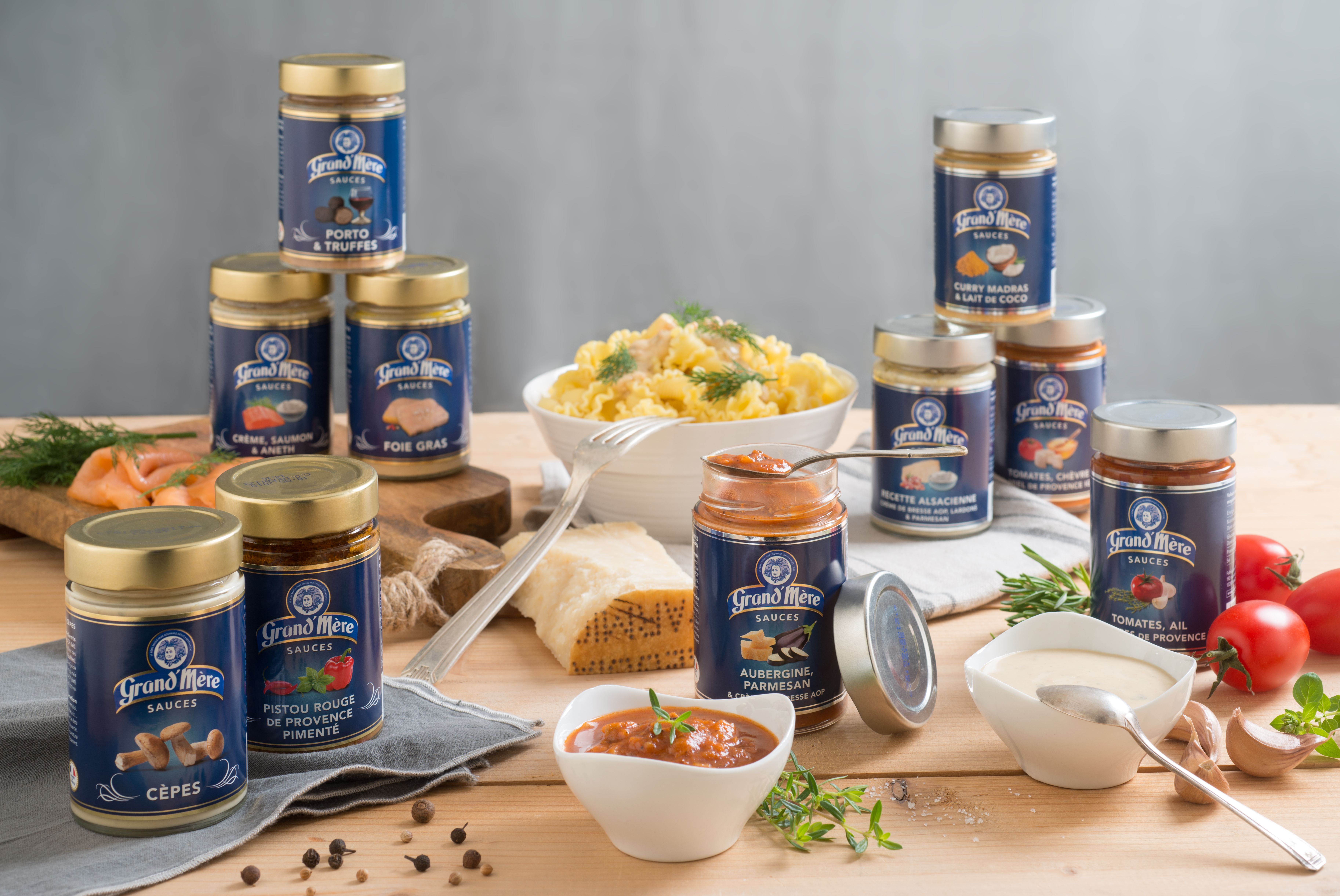
Gamme de sauces Grand'Mère.
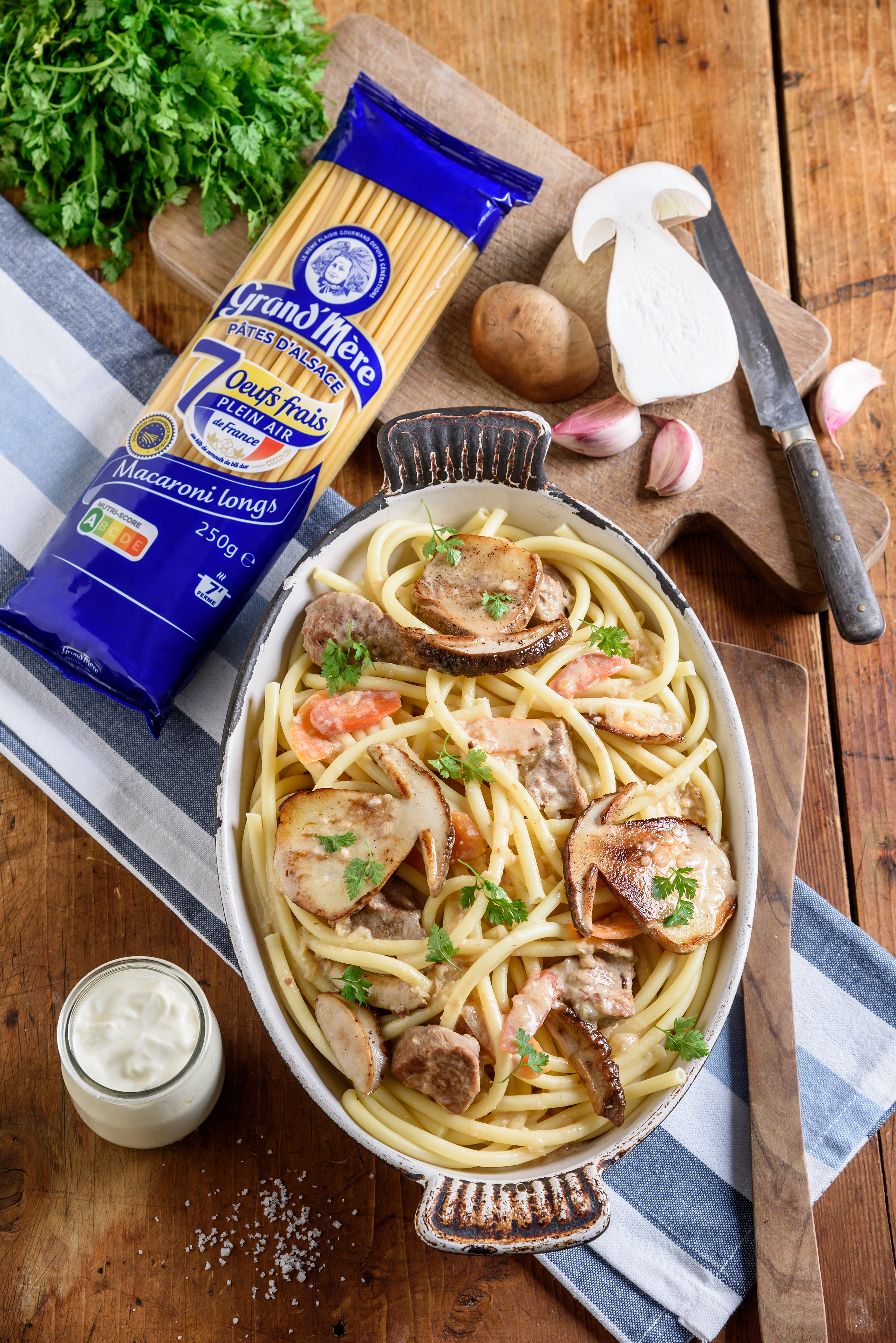
Paquet et plat de macaroni.
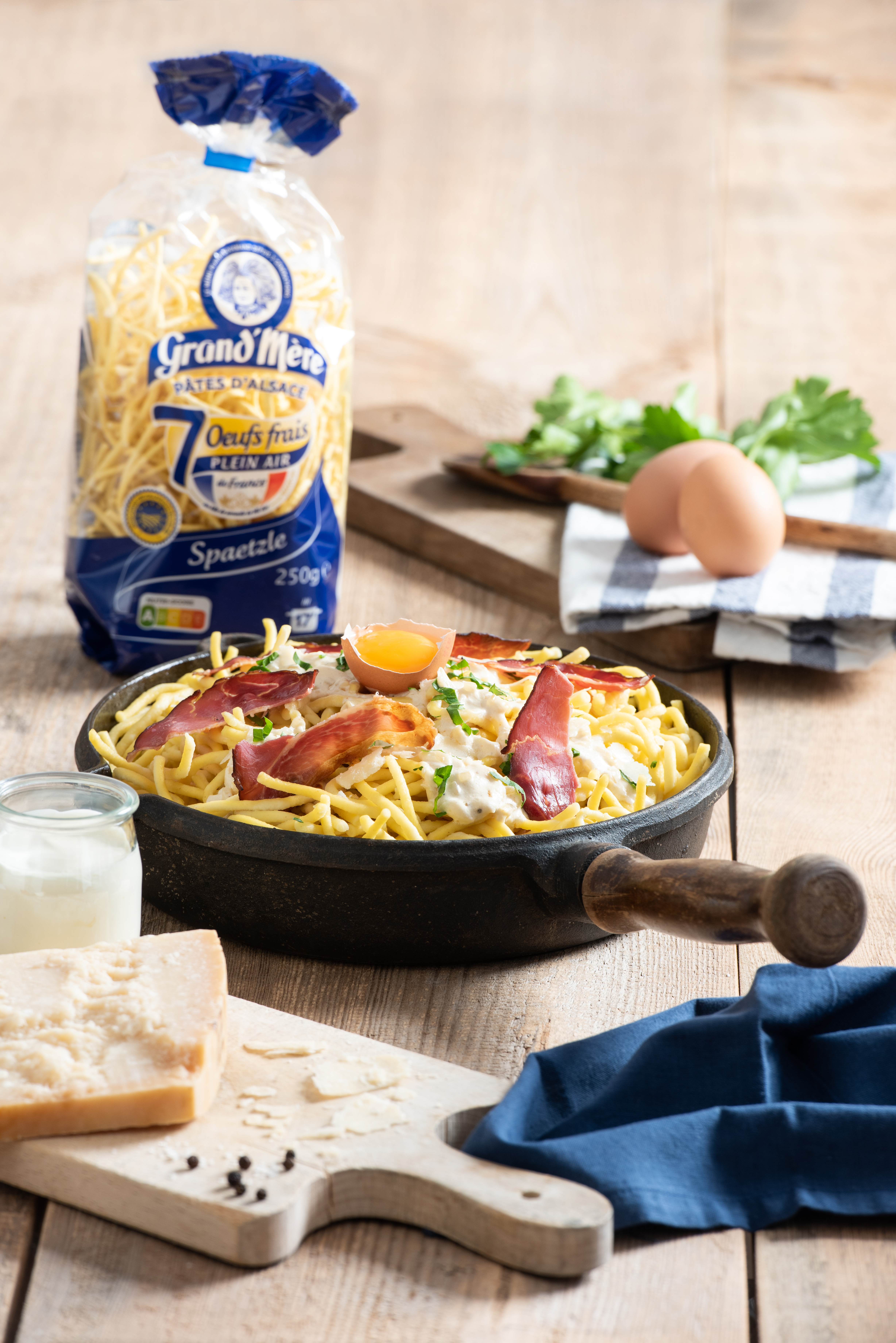
Paquet et plat de spätzle.

## Labels
Les Pâtes Grand'Mère sont une des deux marques de pâtes d'Alsace bénéficiant de l'Indication géographique protégée depuis 2006, ce qui implique une fabrication suivant des procédés traditionnels, localisée en Alsace, et utilisant en particulier sept œufs par kilogramme de semoule de blé dur,. La direction souhaite veut encourager la culture durable de blé dur en Alsace en n'achetant ce dernier que sur des exploitations certifiées « Haute Valeur Environnementale ».
Outre cette indication, les pâtes Grand'Mère ont également reçu le label Alsace Excellence,.